# Jan Aalbers
Jan Aalbers (Hasselt, 16 juni 1896 – Zwolle, 19 augustus 1969) was een Nederlands politicus.
Hij werd geboren als zoon van Harmen Aalbers (1867-1901; landbouwer) en Machteldje Koerhuis (1873-1965). Toen hij in 1921 trouwde met Rijntje Slot was hij ambtenaar. Begin 1924, Aalbers was toen nog maar 27, werd hij benoemd tot burgemeester van Herwijnen. In 1928 volgde zijn benoeming tot burgemeester van Krimpen aan den IJssel. Aalbers ging daar in 1961 met pensioen waarna hij in Gouda ging wonen. Hij overleed in 1969 op 73-jarige leeftijd.